# Jean II de Saxe-Lauenbourg
Pour les articles homonymes, voir Jean II.
Jean II est un prince de la maison d'Ascanie né vers 1275 et mort en 1322.

## Biographie
Jean II est le fils aîné du duc Jean Ier de Saxe-Lauenbourg et de son épouse Ingeburg Birgersdottir. Son père, qui règne sur le duché de Saxe aux côtés de son frère Albert II, abdique en 1282 en faveur de ses trois fils, encore mineurs à cette date : Jean II et ses frères cadets Albert III et Éric Ier.
Le duché de Saxe est définitivement partagé en 1296 entre les quatre princes : Albert II conserve la Saxe-Wittemberg, tandis que ses trois neveux règnent ensemble sur la Saxe-Lauenbourg. Ils procèdent à leur tour à un partage en 1303. Jean II obtient Mölln, puis Bergedorf en 1321 après la mort d'Albert III. Il fonde la branche de Bergedorf-Mölln, qui s'éteint en 1401.

## Mariages et descendance
Jean II épouse vers 1315 la princesse Élisabeth (morte en 1340), fille du comte Henri Ier de Holstein-Rendsburg. Ils ont un fils :
- Albert IV (1315-1343), duc de Saxe-Lauenbourg.